# Back To Jerusalem
El moviment Back To Jerusalem (en xinès:传回耶路撒冷运动, "retorn a Jerusalem") és format per cristians compromesos a difondre el missatge de l'Evangeli. Neix a la Xina amb l'objectiu d'enviar missioners a tots els pobles budistes, hinduistes i musulmans que es troben entre Xina i Jerusalem, ja que cal completar la volta al món cap a l'oest que el cristianisme va iniciar precisament des de Jerusalem cap al nord d'Àfrica i Europa, després cap a Amèrica i amb la Xina com la seva darrera frontera, on finalment s'havia aturat. Aquests cristians creuen que el moviment respon a una crida de Déu a l'església xinesa perquè prediqui l'Evangeli i estableixi comunitats de creients a tots els estats i a tots els grups ètnics que hi ha entre la Xina i Jerusalem. Aquesta idea es va començar a formar durant els anys 1920 entre un grup d'estudiants xinesos, que van començar a predicar per diverses províncies del país. A causa de l'ocupació japonesa de la Xina, els anys 1930, el missioner britànic James Hudson Taylor (net de l'històric missioner del mateix nom) i la seva esposa van haver d'abandonar Henan i es van refugiar a Shanxi, on van crear l'Institut Bíblic del Nord-oest. Des d'aquesta institució, els anys 1940 en va sortir un grup de nou predicadors amb l'objectiu de portar l'Evangeli a través de tot el continent fins a Jerusalem, d'alguna manera seguint la Ruta de la Seda, una antiga ruta comercial que unia la Xina amb la mar Mediterrània. Però les prohibicions i la persecució exercides pel govern xinès van tenir el moviment en la clandestinitat durant diverses dècades, i el seu nou líder Simon Zhao es va passar 40 anys a la presó de Kaixgar.
Des del 2003, el principal portaveu internacional del moviment ha estat el cap de les Esglésies Casolanes xineses a l'exili, Liu Zhenying, àlies "Germà Yun". Però molts dirigents cristians a l'interior de la Xina, com ara Samuel Lamb, s'han distanciat del Germà Yun i de la seva organització creada des de l'exterior.